# Justin Trudeau
Justin Pierre James Trudeau  (pronunciación en francés: /ʒystɛ̃ tʁydo/, pronunciación en inglés: /ˈd͡ʒʌstɪn ˈtɹudoʊ/; Ottawa, 25 de diciembre de 1971) es un político canadiense que se desempeñó como primer ministro de Canadá desde el 4 de noviembre de 2015 hasta el 14 de marzo de 2025 y líder del Partido Liberal de Canadá desde 2013 hasta 2025. 
Nacido en Ottawa, Ontario, asistió al Collège Jean-de-Brébeuf y se graduó de la Universidad McGill en 1994 con una licenciatura en literatura, y en 1998 obtuvo una licenciatura en educación de la Universidad de Columbia Británica. Después de graduarse, fue maestro a nivel de escuela secundaria en Vancouver, antes de regresar a Montreal en 2002 para continuar sus estudios. Fue presidente de la organización benéfica juvenil Katimavik y director de la Asociación Canadiense de Avalanchas, una organización sin fines de lucro. En 2006, fue nombrado presidente del Grupo de Trabajo sobre la Renovación de la Juventud del Partido Liberal. En las elecciones federales de 2008, fue elegido como diputado para representar a Papineau en la Cámara de los Comunes. En 2013, Trudeau fue elegido líder del Partido Liberal y llevó al partido a un gobierno mayoritario en las elecciones federales de 2015. Se convirtió en el segundo primer ministro más joven de la historia de Canadá y el primero en ser hijo de un primer ministro anterior, como hijo mayor de Pierre Trudeau.
Las principales medidas gubernamentales que Trudeau impulso durante su primer mandato incluyeron la legalización de la eutanasia, el establecimiento de la Prestación por Hijos de Canadá, la legalización de la marihuana recreativa a través de la Ley de Cannabis, el intento de reformar los nombramientos del Senado mediante el establecimiento de la Junta Asesora Independiente para los Nombramientos del Senado y el establecimiento del impuesto federal al carbono. En política exterior, el gobierno de Trudeau negoció acuerdos comerciales como el Tratado entre México, Canadá y Estados Unidos (T-MEC) y el Tratado Integral y Progresista de Asociación Transpacífico, y firmó el Acuerdo de París sobre el cambio climático.  
El Partido Liberal de Trudeau quedó reducido a un gobierno minoritario en las elecciones federales de 2019. Su gobierno respondió a la pandemia de COVID-19, anunció una prohibición de armas «estilo asalto» en respuesta a los ataques de Nueva Escocia de 2020 y lanzó un programa nacional de cuidado infantil de diez dólares al día. Fue investigado por tercera vez por el comisionado de ética por su participación en el escándalo de WE Charity, pero fue absuelto de irregularidades. En las elecciones federales de 2021, llevó a los liberales a otro gobierno minoritario. Entre 2020 y 2022, su gobierno recibió críticas de sectores conservadores por la gestión de la pandemia de COVID-19, quienes consideraron que algunas medidas sanitarias limitaban libertades de las personas. Esto llevó al surgimiento de las protestas de camioneros de 2022, pidiendo el fin de las restricciones sanitarias y en oposición a la vacunación obligatoria. El primer ministro respondió a las mencionadas protestas, declarando el estado de emergencia, llamó terroristas a dichos manifestantes, y congeló sus cuentas bancarias, además de arrestar a varios de estos e imponer restricciones al porte de armas.

## Primeros años
Nació en Ottawa, el 25 de diciembre de 1971, cuando su padre, Pierre Trudeau, llevaba tres años como primer ministro de Canadá. Su madre es Margaret Sinclair, escritora, actriz, fotógrafa e hija de quien fuera ministro de Pesca canadiense James Sinclair. 

### Carrera

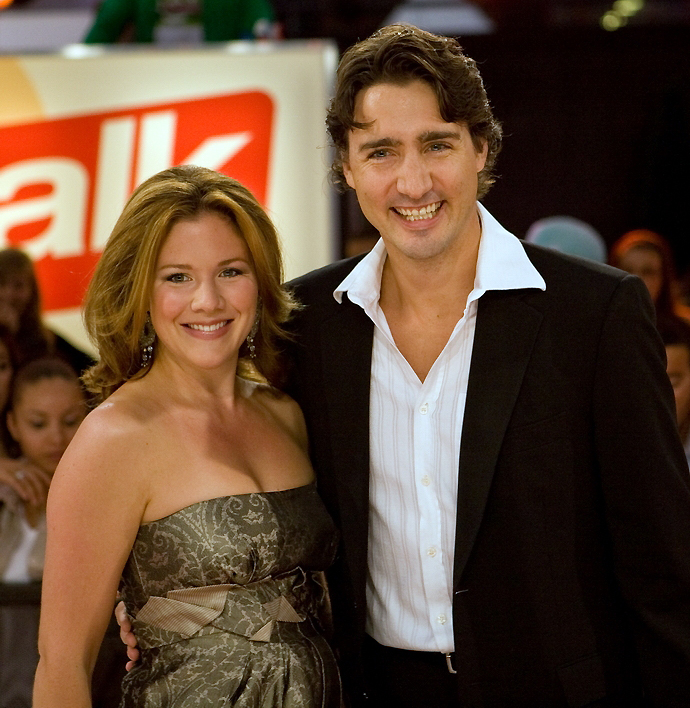
Justin Trudeau y su exesposa, Sophie Grégoire, en el Festival de Cine de Toronto de 2008.

Realizó sus estudios en el Colegio Jean-de-Brébeuf, donde también había estudiado su padre. Posteriormente fue a la Universidad McGill, donde se licenció en literatura inglesa, y a la Universidad de Columbia Británica, donde obtuvo una licenciatura en educación. En 1994 inició con un grupo de amigos un viaje a través de Francia, España, Marruecos, Sahara, Benín, Rusia, China, Tailandia y Vietnam. 
A su regreso a Canadá, ejerció como profesor de francés y matemáticas en la West Point Grey Academy y en el Colegio Secundario Sir Winston Churchill de Vancouver. En 2002 se estableció de nuevo en Montreal e hizo estudios de ingeniería en la Escuela Politécnica de la Universidad de Montreal (2002-2003). De 2005 a 2006, estudió una maestría en geografía medioambiental en la Universidad McGill.
El 28 de mayo de 2005, se casó con Sophie Grégoire, presentadora de televisión y profesora de yoga, con quien tiene tres hijos: Xavier James Trudeau (nacido el 18 de octubre de 2007), Ella-Grace Trudeau (nacida el 15 de febrero de 2009) y Hadrian Trudeau (nacido el 28 de febrero de 2014). En agosto de 2023, anunciaron su separación.
En octubre de 2014, publicó sus memorias en el libro Common ground en el que cuenta las ambivalencias de una infancia privilegiada; pero marcada por la separación de sus padres en 1977 y los problemas de su madre, afectada de trastorno bipolar. Tras esta separación, su padre Pierre Elliott Trudeau obtuvo la custodia de los tres hijos.

## Carrera política
Al igual que su padre, su abuelo materno, James Sinclair, también se dedicó a la política, llegando a ser ministro de Pesca de Canadá. Desde niño, Justin era simpatizante del Partido Liberal. En la escuela ya era conocido por ser un ávido defensor del federalismo que impulsó su padre, quien abogaba por una sociedad bilingüe y equitativa y era contrario al separatismo del Quebec.
Sin embargo, desde que en 1984 su padre dejó el poder, había vivido de manera discreta. Su única aparición pública hasta entonces, había sido a raíz de la muerte de su hermano Michel en 1998, a causa de una avalancha de nieve, en la cual Justin se convirtió en el portavoz de la familia.
No fue hasta octubre de 2000 durante su intervención en el funeral de su padre en la basílica de Notre-Dame, en Montreal, cuando aparece en la escena pública a los veintiocho años. Su elogio emocionó a personalidades y amigos del difunto como Fidel Castro, Jimmy Carter y el cantante Leonard Cohen, que, según las crónicas de los medios de comunicación, escucharon absortos la intervención de quien con dicción y maneras impecables glosó la figura de su padre a través de anécdotas de la infancia. Su palabras, en inglés y francés, cautivaron a muchos y poco después del funeral ya se empezó a hablar de la posibilidad de una «dinastía Trudeau» a pesar de que entonces Justin explicó que él era maestro y no tenía planes para incorporarse a la política.

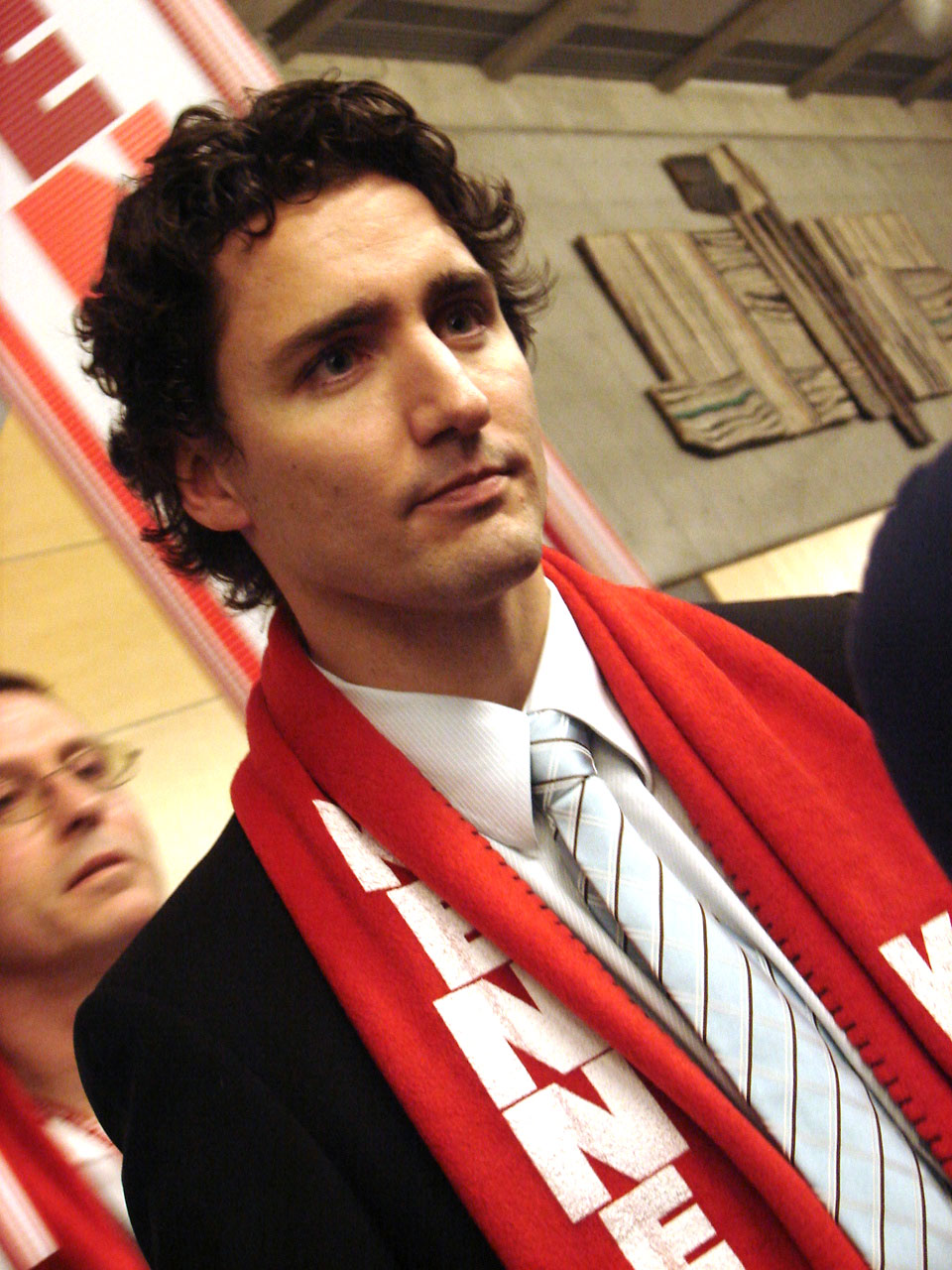
Justin Trudeau apoyando a Gerard Kennedy en 2006

En 2006, durante la convención del Partido Liberal, se implicó apoyando al candidato Gerard Kennedy para asumir la dirección del partido y tras su eliminación se sumó a la candidatura de Stéphane Dion que finalmente venció en la cuarta votación.

### Oposición (2008-2015)
El 29 de abril de 2007, Trudeau fue elegido por los militantes del Partido Liberal de Canadá como candidato liberal en la circunscripción de Papineau a las elecciones federales. Consiguió ganar el escaño venciendo a la diputada saliente Vivian Barbot del Bloque Quebequés y en 2011 fue reelegido en unos comicios en los que el Partido Liberal pasó a ser tercera fuerza política. 

### Líder del Partido Liberal
El 25 de septiembre de 2013, Trudeau anunció su candidatura a liderar el Partido Liberal de Canadá tras la dimisión de Michael Ignatieff. Compitió con otras cinco candidaturas: Martin Cauchon, Deborah Coyne, Martha Hall Findlay, Joyce Murray y Karen McCrimmon. Su candidatura arrasó y en abril de 2013 fue elegido con el 80.1 % de los 104 000 votos emitidos.

## Primer ministro (2015-2025)
El 19 de octubre de 2015, Justin Trudeau ganó las elecciones generales derrotando al conservador Stephen Harper. El Partido Liberal alcanzó la mayoría absoluta en la Cámara de los Comunes con casi el 40 % de los votos, logrando 180 de los 338 escaños, frente a los 99 del Partido Conservador y los 44 de los socialdemócratas NPD. Trudeau realizó una campaña puerta a puerta con propuestas económicas contrarias a la austeridad fiscal y logró dar la vuelta a los sondeos con una victoria más amplia de lo que incluso sus seguidores esperaban.
Tras la victoria, se convirtió en el primer ministro de Canadá y juró en el cargo junto a su gabinete el 4 de noviembre de 2015. Tras asumir, dijo que su prioridad sería bajar los impuestos de la clase media y aumentar los del 1 % más rico, además de mejorar las relaciones con los pueblos nativos y crear un gobierno transparente y abierto. Al día siguiente de asumir, le comunicó al presidente estadounidense Barack Obama su intención de retirar a las fuerzas canadienses del combate contra el Estado Islámico y dejarlas solo para proveer entrenamiento.
En las elecciones generales celebradas el 21 de octubre de 2019, Trudeau gana las elecciones, logrando el mayor número de escaños pero no la mayoría absoluta, debido a un desgaste en su imagen.
El 15 de marzo de 2024, Justin Trudeau fue demandado ante el Tribunal Superior de Ontario por haber confiscado ilegalmente las cuentas bancarias de los manifestantes de los convoyes de la libertad de 2022.
Canadá ha experimentado dificultades económicas bajo el Gobierno de Trudeau. La deuda federal de Canadá casi se ha duplicado, alcanzando los 1.24 billones de dólares en 2024, frente a los 619 000 millones de 2015. En abril de 2024, la deuda pública de Canadá se situaba en el 104.7 % del PIB. El crecimiento del PIB per cápita de Canadá ha sido del 0.3 % de media anual bajo el Gobierno de Trudeau. Ajustado a la inflación, el nivel de vida de los canadienses, medido por el PIB real per cápita, era más bajo en 2023 que en 2014. El coste de la vivienda en Canadá subirá un 66 % entre 2015 y 2024.
Tras la renuncia de la ministra de finanzas y vice primera ministra Chrystia Freeland el 16 de diciembre de 2024, y ante la presión política, Trudeau anunció el 6 de enero de 2025 su intención de presentar su dimisión como líder del Partido Liberal y primer ministro de Canadá. También aconsejó a la gobernadora general Mary Simon que prorrogara el Parlamento hasta el 24 de marzo del 2025 y convocara a elecciones generales.

## Posiciones políticas

### Medio ambiente
En febrero de 2015, anunció que su Gobierno adoptaría una política de tarificación del carbono, con un precio base para todo el país, dejando a cada una de las provincias establecer sus propios objetivos. Considera que esta medida permitirá avanzar en el desarrollo de la industria de arenas de alquitrán y la construcción de oleoductos, preservando el medio ambiente y la reputación de Canadá.
A pesar de estas reclamaciones medioambientales, firmó un proyecto de exportación de gas de esquisto licuado por valor de 36 000 millones de dólares desde Prince Rupert. El 29 de noviembre de 2016, aprobó 2 proyectos de oleoductos desde Alberta —Trans Mountain a Vancouver, y la Línea 3 de Enbridge al Lago Superior—, pero rechazó el Northern Gateway. En 2018, cuando Kinder Morgan renunció a ampliar la capacidad del oleoducto Trans Mountain debido a la oposición, Trudeau anunció que el Gobierno compraría el oleoducto por 4500 millones de dólares. Esta decisión fue una sorpresa, ya que va en contra de sus compromisos con el Acuerdo de París. En junio de 2019, reanudará las obras de ampliación de este oleoducto, una decisión celebrada por la industria petrolera pero criticada por los ecologistas. Una vez completado, el proyecto podría generar unos 500 millones de dólares (unos 340 millones de euros) al año en ingresos fiscales adicionales. Pero también podría aumentar las emisiones de gases de efecto invernadero de Canadá en quince millones de toneladas. Al final de estos cuatro años (2016-2020), Canadá no cumplió su plan de reducir las emisiones de gases de efecto invernadero (en un 30 % para 2030), y la brecha entre las promesas y los resultados aumentó cada año.
En junio de 2018, el Parlamento ratificó un proyecto de ley sobre el cobro por la contaminación de gases de efecto invernadero. Andrew Scheer, líder del Partido Conservador, se opone a esta legislación y, en los meses siguientes, basa su campaña electoral en la promesa de abolir este «impuesto sobre el carbono», a pesar de que esta medida no es un impuesto porque es fiscalmente neutra, como señalan los analistas y los principales periódicos. Varias provincias acudieron a los tribunales para que la ley fuera declarada inconstitucional.
En 2020, el Gobierno anunció la supresión del proceso de evaluación ambiental para las perforaciones petrolíferas en una amplia zona marina frente a Terranova, y luego permitió cuarenta perforaciones exploratorias en esta zona. Las subvenciones del Gobierno a los combustibles fósiles (con una media de 7100 millones de euros al año, más el dinero para Trans Mountain) han aumentado ligeramente respecto a los años Harper.
En 2021, seis años después de asumir el cargo de primer ministro, Canadá tiene el peor registro entre los países del G7 en cuanto al crecimiento de las emisiones de gases de efecto invernadero desde el Acuerdo de París. Canadá es ahora el séptimo mayor emisor de CO2 per cápita del mundo (15.5 toneladas al año), sólo superado por países más pequeños como Catar, Kuwait y Brunéi.

### Reforma democrática
Está a favor de la libertad de voto de los diputados en el Parlamento, de un proceso abierto de nominación de candidaturas y de la eliminación de toda publicidad gubernamental partidista. En un debate entre los candidatos a liderar el partido se pronunció en contra de un modo de escrutinio proporcional, posición denunciada por la organización Fair Vote Canadá, organismo ciudadano defensor de la reforma electoral.

### Reforma del Senado
Estimando que el Senado está minado por dos principales problemas: el sectarismo y el clientismo político, en enero de 2014 anunció un plan de reforma por la cual «solo los diputados elegidos a la Cámara de los Comunes serán miembros del caucus liberal nacional». Por lo tanto, los treinta y dos antiguos senadores liberales ya no son miembros del caucus. Se compromete también a «establecer un proceso público, abierto y transparente para nombrar y confirmar a los senadores [y a] solamente nombrar senadores independientes».

### Transparencia del gobierno
Tras el escándalo de Mike Duffy, que puso de relieve la falta de control de gastos de los senadores, en junio de 2013, propuso un plan para publicar los gastos de viaje de los diputados, senadores y de su personal, trimestralmente en un formato que facilite la consulta y la investigación. Al mismo tiempo, anunció un proyecto de ley destinado a la apertura al público de las deliberaciones de la Oficina de Economía Interna de la Cámara de los Comunes.
En junio de 2014, presentó en el Parlamento un proyecto de ley con varias enmiendas a la ley de acceso a la información. Estas enmiendas darían al Comisionado de Información el poder de ordenar al Gobierno desvelar documentos y establecer como principio general que el Gobierno debe ser «abierto por defecto» y que lo secreto debe ser solo excepción. El proyecto contemplaba la eliminación de los costes asociados a la obtención de un documento. También incorporaba diversas recomendaciones formuladas por la comisionada Suzanne Legault, un proyecto de ley que fue bien acogido en los medios de comunicación.
El Gobierno atraviesa una crisis política en febrero y marzo de 2019, con la dimisión de varios ministros y asesores. La ministra de Justicia Jody Wilson-Raybould acusa a Justin Trudeau y a su entorno de presionarla para que intervenga en favor del grupo constructor SNC-Lavalin, implicado en escándalos de corrupción. El asesor principal del primer ministro, Gerald Butts, renunció, al igual que la ministra de Presupuesto, Jane Philpott, quien explicó que ya no confiaba en Trudeau.

### Derecho al aborto y matrimonio homosexual
Justin Trudeau ha declarado en diversas ocasiones estar a favor de la oportunidad de las mujeres a la terminación voluntaria del embarazo, una posición que ha generado una dura reacción de los grupos antiabortistas y que estuvo presente durante la campaña electoral de 2015. En 2014 prohibió que los miembros de su partido que se opusieran a la interrupción voluntaria del embarazo pudieran ser candidatos si no se comprometían a votar a favor. Argumentó que quería un Gobierno absolutamente a favor del derecho al aborto y que «no era el rol de ningún Gobierno legislar en lo que una mujer decide hacer con el cuerpo de otro». También se ha manifestado a favor del matrimonio entre personas del mismo sexo y ha participado en varias marchas de la comunidad LGBTIQ+.
Justin Trudeau manifestó que el derecho al aborto y el matrimonio entre personas del mismo sexo eran parte de sus «principios bases». Expresó que no podría «complacer» a los que estuvieran en contra ya que tiene que sostener sus propias ideas. Al discutir sobre estos temas con gente que considerara oponerse como principio base, dijo: «probablemente hay poco lugar para un acuerdo. Espero que haya suficiente lugar en otras cuestiones para que consideren votarme».

### Legalización de la marihuana
Trudeau se muestra abiertamente a favor de la marihuana. Estima que los gastos relacionados con la criminalización de la sustancia por el Gobierno de Harper (500 millones de dólares por año) son una pérdida y que la legalización implicaría la reducción de ganancias de los traficantes y del crimen organizado.
Ha realizado declaraciones públicas reconociendo que él mismo ha fumado marihuana en alguna ocasión y que le ha marcado en su posición el hecho de que su hermano Michel, que murió en una avalancha, fue procesado por posesión de drogas.

### Política internacional
Durante su primera visita a Washington el 24 de octubre de 2013, afirmó que Canadá debía involucrarse más en la escena internacional e intervenir de manera constructiva, en particular en el conflicto palestino israelí. Considera que las antiguas misiones de mantenimiento de la paz en las que Canadá jugó un papel importante durante la Guerra Fría ya no se adaptan a las realidades del mundo de hoy, sin embargo estima que hay muchos lugares donde Canadá, debido a su historia, puede estar presente y desempeñar un papel positivo. Se ha posicionado a favor de firmar el Tratado de Comercio de Armas firmado por EE. UU. y más de noventa países, tratado que en 2013 el primer ministro Stephen Harper se negó a firmar.
Durante la campaña electoral, Trudeau se comprometió a no participar en la coalición internacional liderada por Estados Unidos en los bombardeos contra el grupo terrorista Estado Islámico en Siria e Irak. Sí se ha posicionado a favor de ayudar a formar a las fuerzas locales para vencer al Estado Islámico sobre el terreno y aumentar la ayuda humanitaria. En la crisis de refugiados el Partido Liberal se comprometió a aceptar inmediatamente 25 000 personas provenientes de Siria y a invertir 100 millones de dólares canadienses para su acogida frente a la posición de Harper que durante la campaña electoral fue acusado de ordenar a los funcionarios interrumpir la tramitación de peticiones de asilo.
En cuanto a las grandes cuestiones de política internacional, Justin Trudeau sigue los pasos de su predecesor Stephen Harper y se alinea en gran medida con la visión del presidente estadounidense Donald Trump. El Gobierno de Trudeau ha colocado a Venezuela, Siria, Rusia, Irán y Corea del Norte en lo más alto de su lista de prioridades, imitando —y apoyando— las iniciativas de la administración Trump: cumbres, sanciones, presión política y despliegue militar. Canadá se ha unido al Grupo de Lima, donde se reunieron Gobiernos americanos comprometidos con el derrocamiento del Gobierno venezolano, y ha tratado de mantener a Rusia y China fuera de las negociaciones sobre Venezuela y Corea del Norte (a pesar de que ambos países comparten frontera con Piongyang).
Considera que los objetivos de ayuda al desarrollo de la ONU (0.7 % del producto interior bruto anual) son «demasiado ambiciosos». Los periodistas Matthew Gouett y Bridget Steele señalan que «la retórica de Canadá sobre el desarrollo internacional (...) no va acompañada de un compromiso financiero específico real».
Trudeau mantiene la política proisraelí de su predecesor: Stephen Harper. En febrero de 2016, apoyó una moción presentada por los conservadores en la que se condenaba cualquier promoción del movimiento Boicot, Desinversiones y Sanciones (BDS).

### Religión
Trudeau dijo creer «en los principios comunes en todas las grandes religiones». Sin embargo, planteó su conflicto con dogmas de la Iglesia, particularmente «que alguien que no fue un sincero católico practicante no pueda ingresar al Cielo». Lo consideró «extraño e inaceptable». Sobre la incidencia de la religión en el Estado, consideró: «Aunque las creencias privadas tienen que ser valoradas y respetadas, son fundamentalmente ajenas al servicio público» y es sobre eso de lo que trata el liberalismo.

### Igualdad de género
Trudeau dijo estar «orgulloso de ser feminista». Expresó que el Partido Liberal es contundente en la defensa de los derechos de las mujeres y que son el partido de la Carta Canadiense de los Derechos y las Libertades. Durante la campaña de las elecciones legislativas de 2015, se comprometió a formar un consejo de ministros paritario con igual número de hombres que de mujeres. Tras jurar como primer ministro se le preguntó por qué consideraba que la paridad de sexos era importante y respondió: «Porque estamos en el año 2015».

## Publicaciones
- Common ground (2014)